# Treffendel
Treffendel (en bretó Trevendel) és un municipi francès, situat a la regió de Bretanya, al departament d'Ille i Vilaine. L'any 2006 tenia 1.206 habitants.

## Demografia
| 1962                                       | 1968 | 1975 | 1982 | 1990 | 1999 |
| ------------------------------------------ | ---- | ---- | ---- | ---- | ---- |
| 527                                        | 567  | 577  | 550  | 623  | 768  |
| Des de 1962: població sense dobles comptes |      |      |      |      |      |

## Administració
| Període   | Identitat                 | Partit |
| --------- | ------------------------- | ------ |
| 1983-1989 | Bernard Hervault          |        |
| 1989-2001 | Bernard Rouxel            |        |
| 2001-     | Anne-Françoise Courteille |        |